# پاول اشتاینر
پاول اشتاینر (به آلمانی: Paul Steiner) بازیکن فوتبال و مدافع اهل آلمان است که از سال ۱۹۹۰ میلادی عضو تیم ملی فوتبال آلمان بوده‌است. وی در ۱ بازی ملی حضور داشته است و آخرین بازی ملی خود را در سال ۱۹۹۰ میلادی انجام داد. پاول اشتاینر در بازی‌های ملی‌اش گلی به ثمر نرساند.